# Hokejový turnaj v Bruselu 1910
Hokejový turnaj v Bruselu 1910 se konal od 29. do 31. prosince 1910. Turnaje se zúčastnili čtyři mužstva, která se utkala jednokolově systémem každý s každým.

## Výsledky a tabulka
|    |                   | GBR  | GER  | BEL  | FRA  | V | R | P | Skóre | B |
| 1. | Oxford Canadiens  | ***  | 10:1 | 13:0 | 13:2 | 3 | 0 | 0 | 36:3  | 6 |
| 2. | Berliner SC       | 1:10 | ***  | 6:4  | 14:4 | 2 | 0 | 1 | 21:18 | 4 |
| 3. | Brussels IHC      | 0:13 | 4:6  | ***  | 6:2  | 1 | 0 | 2 | 10:21 | 2 |
| 5. | SC Charlottenburg | 2:13 | 4:14 | 2:6  | ***  | 0 | 0 | 3 | 8:33  | 0 |

 Oxford Canadiens –  SC Charlottenburg 20:2 (10:1, 10:1)
29. prosince 1910 - Brusel

Branky: Henry 7, Higgins 5, Tait 4, Munro 4 - ???
 Brussels IHC –  Berliner SC 4:6 (2:2, 2:4)
29. prosince 1910 - Brusel

Branky: R. van der Straeten, C. van der Straeten 2, Coupez – ???
 Brussels IHC –  SC Charlottenburg 6:2 (3:0, 3:2)
30. prosince 1910 - Brusel

Branky: C. van der Straeten, Coupez 3, Anspach 2 – Lange 2.
 Oxford Canadiens –  Berliner SC 10:1 (6:0, 4:1)
30. prosince 1910 - Brusel

Branky: Martin, Munro 3, Adamson, Tait 3, Henry, Higgins – Hartley.
 Berliner SC –  SC Charlottenburg 14:4 (8:2, 6:2)
31. prosince 1910 - Brusel

Branky: Hartley 5, Glimm 3, Lange 6 – Krokowski 4.
 Oxford Canadiens –  Brussels IHC 13:2 (6:1, 7:1)
31. prosince 1910 - Brusel

Branky: Tait 6, Higgins 3, Henry 4 – C. van der Straeten, Coupez.